# Чишолм (Мејн)
Чишолм (енгл. Chisholm) насељено је место без административног статуса у америчкој савезној држави Мејн.

## Демографија
По попису из 2010. године број становника је 1.380, што је 19 (-1,4%) становника мање него 2000. године.
| Група             | 2000.         | 2010.         |
| Белци             | 1.363 (97,4%) | 1.334 (96,7%) |
| Афроамериканци    | 5 (0,4%)      | 3 (0,2%)      |
| Азијати           | 3 (0,2%)      | 1 (0,1%)      |
| Хиспаноамериканци | 14 (1,0%)     | 22 (1,6%)     |
| Укупно            | 1.399         | 1.380         |